# Protyparcha
Protyparcha là một chi bướm đêm thuộc họ Crambidae.